# Garnier van Nabluz
Garnier van Nabluz (overleden: 1192) was vanaf 1190 tot zijn dood in 1192 de tiende grootmeester van de Orde van Sint-Jan van Jeruzalem. Hij volgde in 1190 Hermangard d'Asp op.

## Familie
Garnier werd geboren in de Syrische stad Nablus, de adellijke familie waartoe hij behoorde kwam oorspronkelijk uit Picardië, De Milly, diezelfde familie waren binnen het koninkrijk Jeruzalem de heren van Nablus en Oultrejordain. Waarschijnlijk is hij een jongere broer van Filips van Milly.

## Lid in de Orde van Sint-Jan van Jeruzalem
Garnier was tussen 1173 - 1176 slotvoogd van het kasteel Gibelin. Het jaar daarna en van 1180 tot 1184 was hij opzichter van het ziekenhuis in Jeruzalem. Garnier nam ook deel aan de Slag bij Hattin. In 1189 was hij prior van de langue van Engeland en grootcommandant van Frankrijk.

### Als grootmeester
Toen de Orde tijdens het Beleg van Akko bij elkaar was, werd Garnier tot hun nieuwe grootmeester verkozen. In die functie begeleidde hij Richard Leeuwenhart tijdens de Derde Kruistocht in het Heilige Land, toen hij in 1191 daar arriveerde. Akko werd in juli 1191 ingenomen door het christelijk leger. In de strijd om de troon tussen Guy van Lusignan en Koenraad van Montferrato. Garnier stond aan de zijde van Richard Leeuwenhart en zodoende sponsorde hij ook Guy. Toen deze koning werd, beloonde hij Garnier met de nieuwverworven gebieden in en rond Akko.
Hij stierf in 1192 waarschijnlijk in Acre, hij werd opgevolgd door Geoffrey de Donjon.

## In fictie
In de videogame Assassin's Creed is Garnier van Nabluz een van de negen doelwitten van Altaïr.